# Trần Kỳ Mỹ

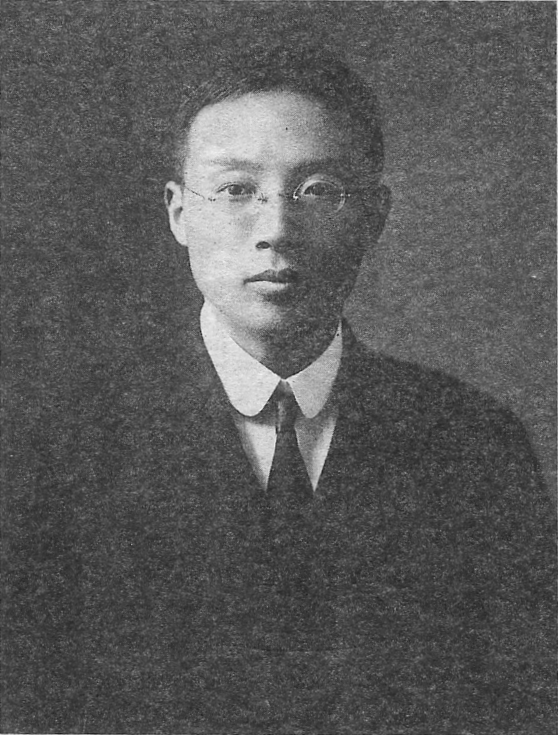
Trần Kỳ Mỹ

Trần Kỳ Mỹ (giản thể: 陈其美; phồn thể: 陳其美; bính âm: Chén Qíměi) (17 tháng 1, 1878 – 18 tháng 5 năm 1916) là một nhà hoạt động cách mạng người Trung Quốc, đồng minh chính trị thân cận của Tôn Dật Tiên và cũng là cố vấn hồi đầu của Tưởng Giới Thạch. Ông là một trong những người sáng lập Trung Hoa Dân Quốc và là chú của Trần Lập Phu và Trần Quả Phu.
Ông sinh tại Ngô Hưng, Chiết Giang. Năm 1906 ông sang Nhật du học và gia nhập Đồng minh hội ở đó. Năm 1908, ông giới thiệu Tưởng Giới Thạch, người bạn đồng hương Chiết Giang, vào Đồng minh hội.
Năm 1911, sau cách mạng Tân Hợi, lực lượng của Trần Mỹ Kỳ đã chiếm được Thượng Hải. Khi đó ông giữ chức lãnh đạo quân đội vùng này. Ông đã đào thoát sang Nhật cùng với Tôn Trung Sơn sau khi cuộc cách mạng chống sự độc tài của Viên Thế Khải thất bại. Tiếp đến, họ thành lập Trung Hoa Cách mạng Đảng, tiền thân của Quốc Dân Đảng. Trong một lần quay lại Thượng Hải để chuẩn bị cách mạng, ông đã bị Viên Thế Khải cho người ám sát vào ngày 18/5/1916. Vụ ám sát được cho là do Trương Tông Xương, một tướng trung thành với Viên, thực hiện.